# Литл-Пайн (тауншип, Миннесота)
Литл-Пайн (англ. Little Pine) — тауншип в округе Кроу-Уинг, Миннесота, США. На 2000 год его население составило 86 человек.

## География
По данным Бюро переписи населения США площадь тауншипа составляет 92,7 км², из которых 89,4 км² занимает суша, а 3,4 км² — вода (3,63 %).

## Демография
По данным переписи населения 2000 года здесь находились 86 человек, 34 домохозяйства и 26 семей. Плотность населения —  1,0 чел./км². На территории тауншипа расположено 88 построек со средней плотностью 1,0 построек на один квадратный километр. Расовый состав населения: 98,84 % белых и 1,16 % азиатов.
Из 34 домохозяйств в 20,6 % воспитывались дети до 18 лет, в 58,8 % проживали супружеские пары, в 8,8 % проживали незамужние женщины и в 23,5 % домохозяйств проживали несемейные люди. 17,6 % домохозяйств состояли из одного человека, при том 2,9 % из — одиноких пожилых людей старше 65 лет. Средний размер домохозяйства — 2,53, а семьи — 2,88 человека.
24,4 % населения — младше 18 лет, 8,1 % — в возрасте от 18 до 24 лет, 12,8 % — от 25 до 44, 37,2 % — от 45 до 64, и 17,4 % — старше 65 лет. Средний возраст — 46 лет. На каждые 100 женщин приходилось 87,0 мужчин. На каждые 100 женщин старше 18 приходилось 116,7 мужчин.
Средний годовой доход домохозяйства составлял 24 375 долларов, а средний годовой доход семьи —  26 250 долларов. Средний доход мужчин —  35 938  долларов, в то время как у женщин — 16 250. Доход на душу населения составил 12 602 доллара. За чертой бедности находились 39,3 % семей и 44,3 % всего населения тауншипа, из которых 67,7 % младше 18 и 54,5 % старше 65 лет.